# Манітол

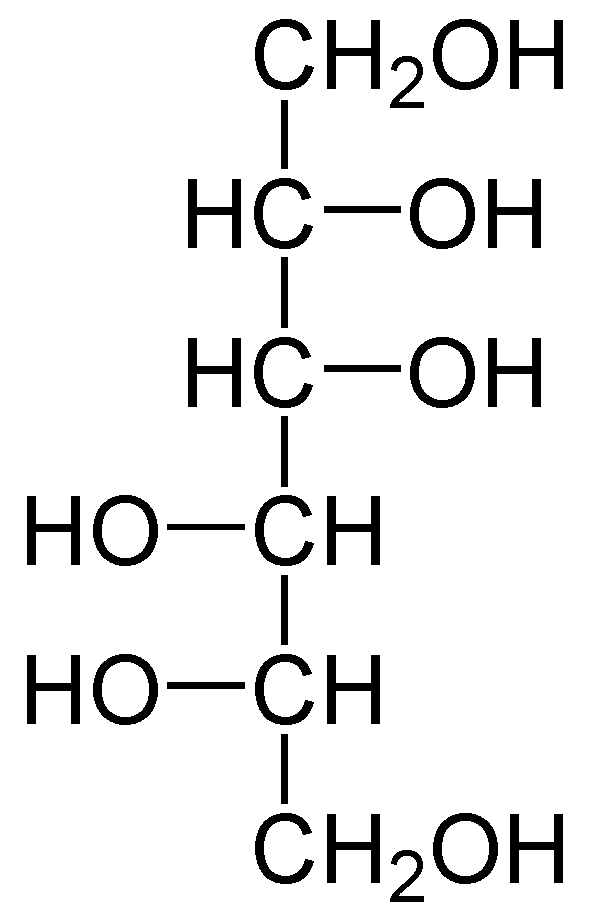
Манітол

Маніто́л, маніт або гексан-1,2,3,4,5,6-ол (C6H8(OH)6) — шестиатомний спирт (стереоізомер сорбітолу), що міститься в багатьох рослинах. Манітол і його похідні використовуються для отримання поверхнево-активних речовин, оліф, смол, лаків, вибухових речовин, в харчовій промисловості (харчова добавка Е421), в парфумерії і в медицині як осмотичний діуретик та для вазодилатації нирок.
Маніт являє собою кристали або порошок солодкий на смак; густина 1,489; температура плавлення 166 °C; температура кипіння 267-280 °C (133 кПа). Розчинність у воді: 10,4 г при 0 °C; 18,5г при 20 °C; 47,6г при 50 °C; 115г при 80 °C. Розчинний в аніліні; мало розчинний в піридині, діоксані, етанолі; нерозчинний в ефірах, вуглеводнях.
Розчини маніту застосовують при титриметричному визначенні бору і германію. Для цього його можна замінити розчином інвертного цукру. Крім того, розчини маніту застосовують в полярографії для створення фону.